# HD 126053
HD 126053，又名BD+01 2920，SAO 120424、HR 5384，是一颗恒星，视星等为6.27，位于銀經347.17，銀緯56.02，其B1900.0坐标为赤經14h 18m 8.4s，赤緯+1° 56.02′ 36″。